# It's all too much/Never say die
「It's all too much/Never say die」（イッツ オール トゥー マッチ/ネヴァー セイ ダイ）は、日本のシンガーソングライター・YUIの14枚目のシングル。2009年10月7日にSTUDIOSEVEN Recordingsより発売。

## 概要
前作「again」から約4ヶ月ぶりのシングル。「My Generation/Understand」以来5作ぶり、2度目の両A面シングルとなった。
キャッチコピーは、「せまる難題さえ ユーモアに変えて笑い飛ばしたい」。
初回生産限定盤にはDVDが付属しており、「It's all too much」「Never say die」のミュージック・ビデオが収録されている。初回生産限定盤と通常盤の初回限定仕様には、それぞれデザインが異なるオリジナル・ステッカーが封入されている。
「It's all too much」は東宝配給映画『カイジ 人生逆転ゲーム』主題歌、「Never say die」は同映画劇中歌。映画主題歌は自身5度目で、主題歌と劇中歌が同映画に起用されたのは2度目となる。
当初は10月14日に発売予定だったが、1週間早まり10月7日に発売となった。
ジャケットやミュージック・ビデオではデビュー当時から長かった髪を切り、ボブカット姿を披露している。
オリコンチャートで初登場1位を獲得。「SUMMER SONG」から3作連続となり、自身の連続1位記録を更新した。女性シンガーソングライターによるシングルでの3作連続1位は、宇多田ヒカルが「SAKURAドロップス/Letters」で達成して以来、約7年5ヶ月ぶり、史上3人目の記録となった。

## 収録曲
CD
1. It's all too much (4:13)
  - 作詞・作曲:YUI　編曲: 近藤ひさし
  - 東宝配給映画『カイジ 人生逆転ゲーム』主題歌
2. Never say die (2:42)
  - 作詞・作曲:YUI　編曲:e.u.Band &  近藤ひさし
  - 東宝配給映画『カイジ 人生逆転ゲーム』劇中歌
  - ミュージック・ビデオにはYUIと同じくスターダストプロモーションに所属している女優や公式サイトから募集した女子高生のエキストラが多数出演している。のちにNHKの朝ドラ（『てっぱん』）でヒロインを務めることになる瀧本美織も出演している。
3. again 〜YUI Acoustic Version〜 (4:16)
  - 作詞・作曲:YUI　編曲:YUI &  近藤ひさし
  - 恒例となっている前シングル曲のアコースティックバージョン。
4. It's all too much 〜Instrumental〜 (4:13)

DVD
1. It's all too much -Video Clip-
2. Never say die -Video Clip-